# Tapeinochilos pubescens
Tapeinochilos pubescens là một loài thực vật có hoa trong họ Costaceae. Loài này được Ridl. miêu tả khoa học đầu tiên năm 1886.